# Patrick Dempsey
Patrick Galen Dempsey (n. 13 ianuarie 1966, Lewiston⁠(d), Maine, SUA) este un actor și pilot de curse american, cunoscut pentru rolul său ca neurochirurg din drama medicală Anatomia lui Grey. Înainte de Anatomia lui Grey a avut mai multe apariții în televiziune și a fost nominalizat pentru un Premiu Emmy. De asemenea, a apărut în câteva filme precum: Sweet Home Alabama, Made of Honor, Valentine's Day, Flypaper și Transformers: Fața ascunsă a Lunii.